# Планинци (Смолянская область)
Планинци (болг. Планинци) — населённый пункт в Болгарии. Находится в Смолянской области, входит в общину Мадан. Население составляет 10 человек.

## Политическая ситуация
В местном кметстве Вырбина, в состав которого входит Планинци, должность кмета (старосты) исполняет Митко Димитров Димитров (независимый) по результатам выборов правления кметства.
Кмет (мэр) общины Мадан — Атанас Александров Иванов (Болгарская социалистическая партия (БСП)) по результатам выборов в правление общины.